# Baron Horder

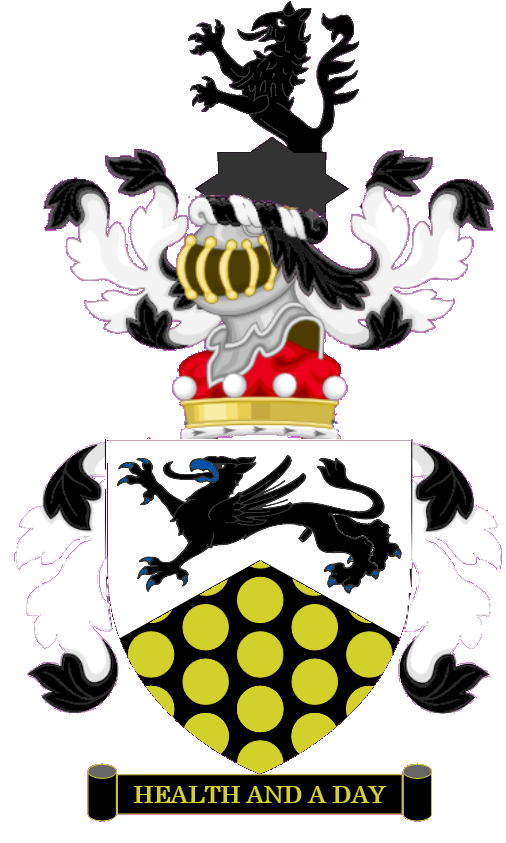
Wappen der Barons Horder

Baron Horder, of Ashford in the County of Southampton, war ein erblicher britischer Adelstitel in der Peerage of the United Kingdom.
Der Titel wurde am 23. Januar 1933 für den Arzt Sir Thomas Horder, 1. Baronet, geschaffen. Dieser war Hofarzt für Eduard VII., Georg V., Georg VI. und Elisabeth II. Ihm war bereits am 30. Juli 1923 in der Baronetage of the United Kingdom der dortan nachgeordnete Titel Baronet, of Shaston in the County of Dorset, verliehen worden.
Beide Titel erloschen beim Tod seines Sohnes, des 2. Barons, am 3. Juli 1997.

## Liste der Barons Horder (1933)
- Thomas Jeeves Horder, 1. Baron Horder (1871–1955)
- Thomas Mervyn Horder, 2. Baron Horder (1910–1997)